# Petr Nárožný

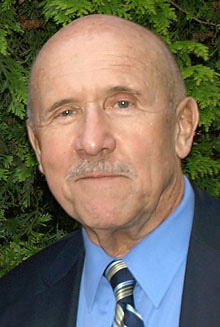
Petr Nárožný

Petr Nárožný (* 14. April 1938 in Prag) ist ein tschechischer Filmschauspieler und Fernsehmoderator.

## Leben
Nárožný absolvierte ein Studium der Architektur und erwarb die Berufsbezeichnung eines Diplom-Ingenieurs der Architektur. Im Anschluss daran absolvierte er eine Schauspielausbildung und ging zum Fernsehen der Tschechoslowakei, wo er 1968 zunächst als Moderator arbeitete.
Später dann wirkte er in mehreren Filmen und Fernsehserien mit. Dem deutschen Publikum wurde er besonders durch die Darstellung des Friseurs Blecha in der Serie Der fliegende Ferdinand und des Karl und eines Stadtgärtners in der Serie Die Rückkehr der Märchenbraut bekannt. Nach 1973 wirkte er einige Jahre im Prager Theater Semafor.

## Filmografie (Auswahl)
- 1975: Romanze für eine Krone (Romance za korunu)
- 1976: Die Herren Buben (Páni kluci)
- 1976: Morgen legen wir los, Liebling (Zítra to roztočíme, drahoušku...)
- 1977: Wie Honza beinahe König geworden wäre (Honza málem králem)
- 1977: Wie wäre es mit Spinat? (Což takhle dát si špenát)
- 1977: Ich mache das, Chef (Já to tedy beru, šéfe...!)
- 1977: Ein bißchen schwanger (Hra o jablko)
- 1978: Laßt ihn sich doch fürchten! (Jen ho nechte, ať se bojí)
- 1978: Pan Tau (Fernsehserie, Folge Alarm in den Wolken)
- 1978: Wie man den Vater in die Besserungsanstalt bekommt (Jak dostat tatínka do polepšovny, Fernsehfilm)
- 1980: Luzie, der Schrecken der Straße (Lucie, postrach ulice, Fernsehserie, 1 Folge)
- 1981: Zieh dich bloß nicht aus! (Ten svetr si nesvlíkej)
- 1981: Bulldoggen und Kirschen (Buldoci a třešně)
- 1981: Das Krankenhaus am Rande der Stadt (Nemocnice na kraji mesta, Fernsehserie, 1 Folge)
- 1983: Der fliegende Ferdinand (Létající Čestmír, Fernsehserie, 6 Folgen)
- 1985: Mit dem Teufel ist nicht gut spaßen (S čerty nejsou žerty)
- 1986: Bin ich etwa Oskar? (Já nejsem já)
- 1986: Mein Handel mit Hunden (Můj obchod se psy, Fernsehfilm)
- 1987: Die große Käseverschwörung (Velká sýrová loupež) (Sprechrolle)[1]
- 1987: Spanische Paradontose (Španělská paradentóza, Fernsehfilm)
- 1989: Das arme Gespenst von Canterville (Strasidlo cantervillské, Fernsehfilm)
- 1991: Der vergeßliche Hexenmeister (O zapomnětlivém černokněžníkovi)
- 1991: Das Geheimnis der weißen Hirsche (Území bílých králu, Fernsehserie, 7 Folgen)
- 1993: Wettstreit im Schloß (Nesmrtelná teta)
- 1993–1994: Die Rückkehr der Märchenbraut (Arabela se vrací, Fernsehserie, 21 Folgen)
- 1996: Das Zauberbuch (Kouzelný měšec)
- 2001: Max, Susi und das magische Telefon (Mach, Šebestová a kouzelné sluchátko)
- 2011: Saxana und die Reise ins Märchenland (Saxana a Lexikon kouzel)
- 2014: Die Prinzessin und der Schüler (Princezna a písař)
- 2023: Der Petrusschlüssel (Klíc svatého Petra, Fernsehfilm)